# Metaconchoecia crassiseta
Metaconchoecia crassiseta is een mosselkreeftjessoort uit de familie van de Halocyprididae. De wetenschappelijke naam van de soort is voor het eerst geldig gepubliceerd in 2003 door Chavtur.